# Desoxyuridine
Desoxyuridine is een desoxyribonucleoside die is opgebouwd uit uracil en desoxyribose (een pentose). Het is een derivaat van het ribonucleoside uridine.
Trifluridine en idoxuridine zijn geneesmiddelen die structureel zijn afgeleid van desoxyuridine. Ze worden gebruikt als antiviraal middel. Ze zijn, door hun structuur, in staat om in het DNA geïncorporeerd te worden, maar doordat ze zijgroepen bezitten kunnen ze geen waterstofbruggen vormen.